# Romany (przystanek kolejowy)
Romany (biał. Раманы, ros. Романы) – przystanek kolejowy w miejscowości Romany, w rejonie mołodeczańskim, w obwodzie mińskim, na Białorusi.